# Mary Morris Knowles
Mary Morris Knowles, född 1733 i Rugeley, Staffordshire, död 3 februari 1807 i London, var en brittisk kväkare, poet, feminist och abolitionist. Hon deltog från 1770-talet i offentlig debatt och stödde kvinnors tillgång till vetenskaplig utbildning och rätten att välja sin egen make. Hon engagerade sig 1787 som abolitionist i London Abolition Committee och skrev en berömd dikt till stöd för avskaffandet av slaveriet och slavhandeln som med framgång användes i 1788 års abolitionistkampanj.